# Dumasrücken
Der Dumasrücken ist ein Gebirgskamm an der Borchgrevink-Küste des ostantarktischen Viktorialands. In den Victory Mountains ragt er in nord-südlicher Ausrichtung nordöstlich des Kap Crossfire, südlich des Mount Alberts und unmittelbar östlich des Tur Peak am Nordrand des Mariner-Gletschers vor dessen Mündung in die Lady Newnes Bay auf.
Wissenschaftler der deutschen Expedition GANOVEX III (1982–1983) benannten ihn. Namensgeber ist Bernhard Dumas, Navigationsingenieur bei dieser Forschungsreise.